# Ferrovia Nauen-Oranienburg
La ferrovia Nauen-Oranienburg era una linea ferroviaria tedesca.

## Caratteristiche

### Percorso
| Unknown route-map component "eABZg+lr" |

| Station on track |

| Unknown route-map component "xABZgl" |

| Unknown route-map component "exBHF" |

| Unknown route-map component "exBHF" |

| Unknown route-map component "exSKRZ-Mu" |

| Unknown route-map component "exBHF" |

| Unknown route-map component "xABZg+l" |

| Station on track |

| Unknown route-map component "xABZgr" |

| Unknown route-map component "exBHF" |

| Unknown route-map component "exABZg+r" |

| Unknown route-map component "exBHF" |

| Unknown route-map component "exWBRÜCKE1" |

| Unknown route-map component "xABZg+r" |

| Station on track |

| Straight track |